# دنی هولمز
دنی هولمز (انگلیسی: Danny Holmes؛ زادهٔ ۶ ژانویهٔ ۱۹۸۹بازیکن فوتبال اهل بریتانیا است.
از باشگاه‌هایی که در آن بازی کرده‌است می‌توان به باشگاه فوتبال نیو سنتس، باشگاه فوتبال ساوتپورت، باشگاه فوتبال ترانمره راورز، باشگاه فوتبال فایلد، باشگاه فوتبال نیوپورت کانتی، و باشگاه فوتبال فلیتوود اشاره کرد.